# ナポレオンフィッシュと泳ぐ日 (曲)
「ナポレオンフィッシュと泳ぐ日」（ナポレオンフィッシュとおよぐひ）は、佐野元春の29作目のシングル。
1989年8月21日にEPIC/SONY RECORDS（現：エピックレコードジャパン）から発売された。

## 概要
アルバム『ナポレオンフィッシュと泳ぐ日』からのシングルカット。同タイトルのライブツアー以降も幾度もライブで演奏されており、The Hobo King Band結成以降はアレンジを大幅に見直した新たなバージョンが披露されている。
シングル盤の歌詞カードで「奇妙なゼスチャー」、2008年にリリースされた『ナポレオンフィッシュと泳ぐ日 限定編集版』の歌詞カードで「奇妙なジェスチャー」となっている部分が、佐野元春公式サイトが公開している歌詞では「奇妙なフェスタ」となっており、公的と言えるそれぞれの文書で明らかな違いが生じる状態となっている。
このシングル以降は、8cmCDのみリリースとなる。同年の10月に、リカットシングル「シティチャイルド」と12月に「雪―あぁ世界は美しい」がリリースされ、2作ともに全て8cmCDシングルEXTRA仕様で、カップリングとあわせて3曲収録されて発売された。リカットにあたって、佐野は3作とも3曲目にアルバム未収録の新曲を収録すると当時の雑誌インタビューで発言した。

## 収録曲
- 全作詞・作曲・編曲：佐野元春

1. ナポレオンフィッシュと泳ぐ日
2. ジュジュ
3. 愛することってむずかしい (New Recording)